# Bentley (Australie-Occidentale)
Pour les articles homonymes, voir Bentley.
Bentley est une banlieue de Perth en Australie-Occidentale, en Australie.
Elle est située au sud-est de Perth, dans la Cité de Canning et la Ville de Victoria Park.